# Бельведер (Мальта)
Бельведер — декоративный парковый павильон (архитектурный каприз) в форме многоярусной беседки, украшающий центр круговой развязки в деревне Lija (англ.) на острове Мальта.
Бельведер был построен в 1857 году, как украшение парка загородной усадьбы богатого аристократа, маркиза Депиро. Архитектором павильона выступил мальтиец Джузеппе Бонавиа (1821—1885), автор большого числа построек в разных частях острова. В архитектуре павильона можно заметить влияние палладинства и построек Кристофера Рена.
В 1950-е годы на месте значительной части усадебного парка был проложен проспект, однако, бельведер удалось сохранить, после чего он оказался стоящим посередине кольцевой автомобильной развязки. Этот пример нередко приводится как иллюстрация того, что культурное наследие можно эффективно сохранять даже в таких случаях, когда оно, казалось бы, мешает созданию новых дорог или инфраструктуры.
На сегодняшний день бельведер по-прежнему украшает развязку на проспекте. Он зарегистрирован правительством Мальты, как архитектурный памятник.